# Hồ Hallstätter
Hồ Hallstätter là một hồ nước ở Salzkammergut, Áo. Nó được đặt theo tên của Hallstatt, một làng ở Áo, nổi tiếng với việc khai thác muối từ thời tiền sử và là điểm khởi đầu của đường ống công nghiệp lâu đời nhất và vẫn còn hoạt động - dẫn nước muối đến Bad Ischl (từ năm 1596) và xa hơn là Ebensee.

## Địa lý
Bề mặt của nó rộng khoảng 8,55 km2 và độ sâu tối đa của nó là 125 mét. Hồ này với làng Hallstatt là một điểm đến phổ biến cho khách du lịch, đặc biệt là cho những thợ lặn scuba.

## Giao thông
Kể từ khoảng thập niên1970/1980, có một tàu chở thư duy nhất của Áo băng qua hồ từ nhà ga trên bờ phía đông đến thị trấn ở phía tây. Vào mùa đông, con đường trên bờ phía tây có xu hướng bị chặn bởi tuyết cao hoặc nguy cơ tuyết lở. Khi băng trên hồ đủ dày, một chiếc xe trượt tuyết được kéo bởi người hoặc ngựa, sau đó một phương tiện cơ giới đã được sử dụng để vận chuyển thư và người.
Sau này, một con đường hầm được xây dựng thông qua Hallstatt và thư từ được chuyển sang vận chuyển bằng xe buýt và xe tải.